# Trichiogramme lobbiana
Trichiogramme lobbiana là một loài thực vật có mạch trong họ Adiantaceae. Loài này được (Hook.) Bush miêu tả khoa học đầu tiên năm 1882.